# K'alatakaya Huarikasaya
«Huarikasaya K'alatakaya» (en castellano «Rompe la piedra, tiembla la vicuña») es el Grito de Guerra y lema principal del Club The Strongest a lo largo de su historia, que expresa la fortaleza y fuerza que demuestran los diferentes equipos deportivos de la institución en sus enfrentamientos, que son como el viento del Altiplano que es capaz de "reventar" las piedras y hacer temblar al animalito más resistente de la puna como es la vicuña. Es una frase que ha sido usada recurrentemente por los diferentes capitanes y en especial por la hinchada del Club desde hace varias décadas.

## Origen
La frase es de origen Aymara y su segunda parte "K'alatakaya" es utilizada por los habitantes originarios del Altiplano boliviano para referirse al viento frío de las madrugadas invernales que surcan la puna y que según ellos causa los crujidos que se escuchan y que no son otra cosa que el sonido que hacen las piedras volcánicas al partirse.
Fue el genial escritor, Alcides Arguedas el que hizo famosa esta expresión en su gran obra "Raza de Bronce" en 1919.

## Adopción como lema
Según diversas fuentes se sabe que el popular periodista y dirigente deportivo stronguista, Francisco "Pancho" Villarejo, que además era considerado un gran "aymarista", fue el que creó la frase completa. 
Una historia popular cuenta que durante la noche de San Juan, que en Bolivia es la más fría del año, el Club The Strongest organizó una de sus habituales reuniones para sus socios. Como es costumbre en esa fiesta, se organiza un convite con comida y bebidas calientes alrededor de una fogata al aire libre. Aquella noche habría sido especialmente fría por lo que durante la conversación surgiría la expresión K'alatakaya (en castellano "El viento que revienta las piedras") para referirse al frío que estaban soportando, a lo que don "Pancho" Villarejo habría contestado Huarikasaya (en castellano "Y tiembla la vicuña"), lo que provocó un gran alborozo entre los asistentes, porque además coincidía en que la mascota principal del equipo es una vicuña que vive en el Complejo Deportivo del Club.
La expresión agradó tanto que se habría adoptado como lema, usándose por primera vez el 26 de abril de 1931, cuando durante un enfrentamiento entre The Strongest y el campeón cochabambino New Players, al terminar el primer tiempo, el local The Strongest iba perdiendo por 0 a 2 y con claro dominio del cuadro visitante. Es durante el descanso que el líder de la barra stronguista llamada La Murga, don Humberto Riveros, el Chino, habría enseñado la frase de su amigo Pancho Villarejo a los componentes de la barra, que al comenzar el segundo tiempo gritaron todos al unísono. Según algunos testigos, al oír aquella frase, los "gualdinegros" de The Strongest habrían reaccionado, mientras que los jugadores de New Players quedaron desconcertados a tal punto que aquel encuentro quedó con memorable victoria stronguista por 3 goles a 2.
Posteriormente, ese mismo año de 1931, The Strongest visitó Sucre para jugar un Torneo Interdepartamental con los dos equipos más populares de aquella ciudad, Stormers Sporting Club y el Club Junín. En la delegación que acompañaba al equipo estaba don "Pancho" Villarejo, que enseñó la frase a los jugadores de The Strongest, que lo gritaron antes de cada partido. The Strongest logró ganar todos sus partidos y hacerse con el Torneo.
Desde entonces el grito se popularizó y es usado hasta el día de hoy tanto por Capitanes de The Strongest como por la hinchada al iniciarse cada partido.

## Guerra del Chaco
El 9 de septiembre de 1932 estalló en el sur de Bolivia, la Guerra del Chaco, un cruento enfrentamiento bélico que protagonizaron Bolivia y Paraguay por la posesión del Chaco Boreal, una gran extensión de tierra que se creía rica en petróleo. 
El Club The Strongest suspendió su participación en el Torneo de 1ª División de la AFLP y mediante bando abierto ofreció a todos sus socios y jugadores como voluntarios para alistarse en el Ejército.
Es así como 600 socios, todo el primer plantel de fútbol y miles de hinchas marcharon para el frente. Es en esas circunstancias que la frase adquirió mayor importancia, más que todo como modo de insuflar ánimos a los numerosos hinchas del Club que combatían en diferentes escenarios del Campo de Batalla, por lo que se dice que fue ahí donde el lema tuvo su bautismo de fuego. En concreto se dice que en la Batalla de Cañada Strongest cuando el delantero stronguista y subteniente del Ejército, José Rosendo Bullaín caía abatido en pleno fragor de la batalla, su contingente formado en gran parte por hinchas de The Strongest gritó K'alatakaya Huarikasaya antes de lanzarse sobre el enemigo en la que posteriormente fue la mayor victoria del Ejército Boliviano en toda la Guerra.

## Popularización entre la hinchada
La conservación y popularización de este lema se debe al hincha número 1, el popular Raúl "Chupacañas" Riveros, sobrino del "Chino" Riveros, y que aprendió de su tío la frase que luego gritó durante los 70 años que asistió al Estadio Hernando Siles en la Curva Sur.
Todos los partidos, antes de comenzar el encuentro, el "chupita" (como le decían cariñosamente), tenía el siguiente "diálogo" con la hinchada:

-Stronguistas!!! k'alatakaya huarikasaya!!!

-Hurra! Hurra!

-Huarikasaya k'alatakaya!!!

-Hurra! Hurra!

-¿Quién es "el más fuerte"?

-El Tigre...!!!

-Viva el Strongest!!!

-Qué viva...!